# Zeebeving Java 2006
De zeebeving van Java op 17 juli 2006 had een kracht van 7,2 op de schaal van Richter. Het epicentrum lag zo'n 240 km ten zuiden van het Indonesische eiland Java. Deze zeebeving veroorzaakte een vloedgolf in Pangandaran, een toeristisch centrum aan de Javaanse zuidkust, alsook in Cilacap en Kebumen, waar een golfhoogte van 10 meter werd gemeld. De golven teisterden het strand over een breedte van 400 tot 500 m. Volgens de laatste berichten is het aantal doden 659, dat is gegroeid nadat reddingsmedewerkers ongeveer 100 lichamen hadden gevonden. Ongeveer 270 mensen worden nog vermist. Het merendeel van de slachtoffers is Indonesisch. Ongeveer 34.000 mensen hebben hun huis moeten verlaten.
Het waarschuwingssysteem dat na de tsunami van 2004 was opgezet, was niet bij machte tijdig iedereen te waarschuwen. Het Pacific Tsunami Early Warning-systeem op Hawaï kan een potentiële tsunami signaleren na vijf minuten, gerekend vanaf het ontstaan ervan. Het duurt in totaal 15 tot 20 minuten totdat een golf als de onderhavige de kust bereikt. In theorie is er dus nog tijd om te vluchten. Een probleem is echter de communicatie; zo stonden nog niet overal luidsprekers en sirenes. De regering in Jakarta was wel van tevoren gewaarschuwd, maar had het niet bekendgemaakt omdat ze bang waren voor paniek.

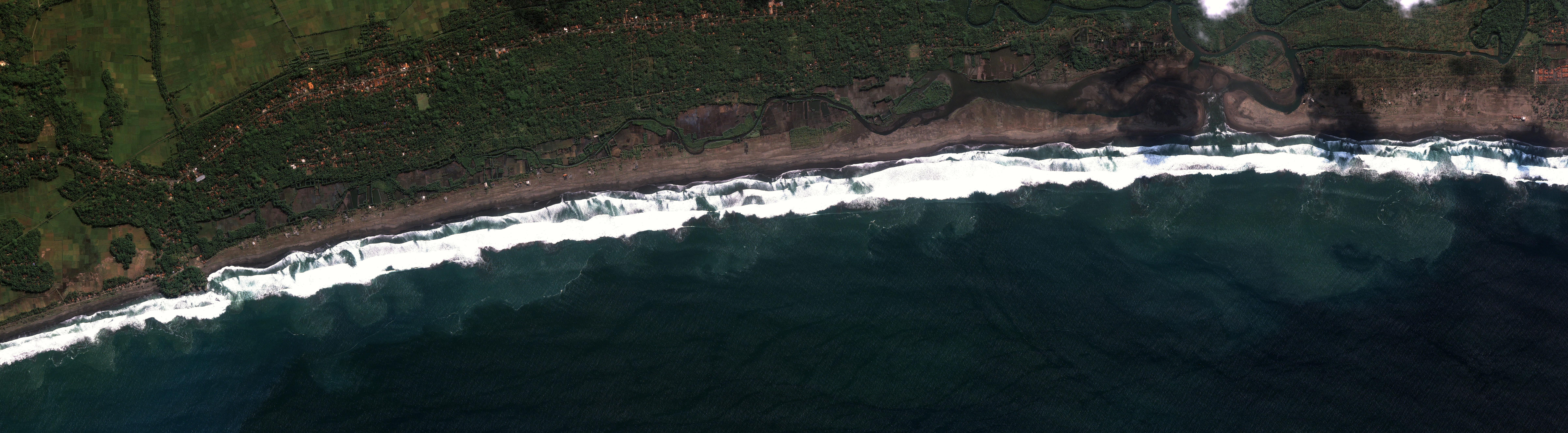
Het strand bij Pangandaran. Foto: 19 juli 2006 (NASA)

Voordat een tsunami toeslaat, ontstaat er altijd eerst een tegenbeweging: het water trekt juist naar zee terug. Eerder werd gemeld dat veel mensen thans de verschijnselen herkenden toen de zee zich ver terugtrok, maar later zeiden andere journalisten dat maar een paar mensen het zagen aankomen zodat ze naar hogergelegen plekken konden vluchten.